# Arcidiecéze Tchaj-pej
Arcidiecéze Tchaj-pej (latinsky Archidioecesis Taipehensis) je římskokatolická na území Tchaj-wanu se sídlem v hlavním městě Tchaj-peji, kde se nalézá katedrála Neposkvrněného Početí P. Marie. Je sídlem tchajpejské církevní provincie, která dále zahrnuje diecéze Chua-lien, Kao-siung, Sin-ču, Ťia-i, Tchaj-čung a Tchaj-nan.

## Stručná historie
V roce 1949 byla zřízena apoštolská prefektura Tchaj-pej, a to vyčleněním z Apoštolského vikariátu Formosa. V roce 1952 byla tato apoštolská prefektura povýšena na metropolitní arcidiecézi Tchaj-pej. Od 14. září 1981 je tchajpejský arcibiskup také apoštolským administrátorem ostrovů Ťin-men a Ma-cu, které tvoří součást Tchaj-wanu, i když jsou církevně závislé na čísnské diecézi Sia-men. 